# Архиепархия Сианя
Архиепархия Сианя (лат. Archidioecesis Singanensis) — архиепархия Римско-Католической церкви c центром в городе Сиань, Китай. В митрополию Сианя входят епархии Саньюаня, Фэнсяна, Ханьчжуна, Чжоучжи, Яньаня. Кафедральным собором архиепархии Сианя является собор святого Франциска.

## История
12 апреля 1911 года Святой Престол учредил апостольский викариат Центрального Шэньси, выделив его из апостольского викариата Северного Шэньси (сегодня — Епархия Яньаня).
3 декабря 1924 года апостольский викариат Центрального Шэньси был переименован в апостольский викариат Сианьфу.
В 1931 и 1932 годах апостольский викариат Сианьфу передал свою территорию для возведения новых церковных структур:
- апостольской префектуре Саньюаня (сегодня — Епархия Саньюаня);
- миссии Sui iuris Тунчжоу (сегодня — Апостольская префектура Тунчжоу);
- апостольской префектуре Чжоучжи (сегодня — Епархия Чжоучжи);
- апостольской префектуре Фэнсяньфу (сегодня — Епархия Фэнсяньфу).

11 апреля 1946 года Римский папа Пий XII издал буллу Quotidie Nos, которой возвёл апостольский викариат Сианя в ранг архиепархии.
В 1991 году китайские власти дали разрешение открыть семинарию в Сиане.

## Ординарии архиепархии
- епископ Auguste-Jean-Gabriel Maurice (1.08.1908 — 1916);
- епископ Eugenio Massi (7.07.1916 — 26.01.1927);
- епископ Fiorenzo Umberto Tessiatore (16.05.1928 — 10.04.1932);
- архиепископ Pacifico Giulio Vanni (14.06.1932 — 10.05.1952) — назначен епископом епархии Питильяно-Сована-Орбетелло;
- Sede vacante (с 10.05.1952 года по настоящее время).

Епископы Китайской Патриотической церкви:
- архиепископ Антоний Ли Дуань
- архиепископ Антоний Дан Минянь (26.05.2006 — по настоящее время).

## Источник
- Annuario Pontificio, Libreria Editrice Vaticana, Città del Vaticano, 2003, ISBN 88-209-7422-3
- Булла Quotidie Nos Архивная копия от 27 марта 2010 на Wayback Machine, AAS 38 (1946), стр. 301  (лат.)